# Wallfahrtskirche Steinhausen

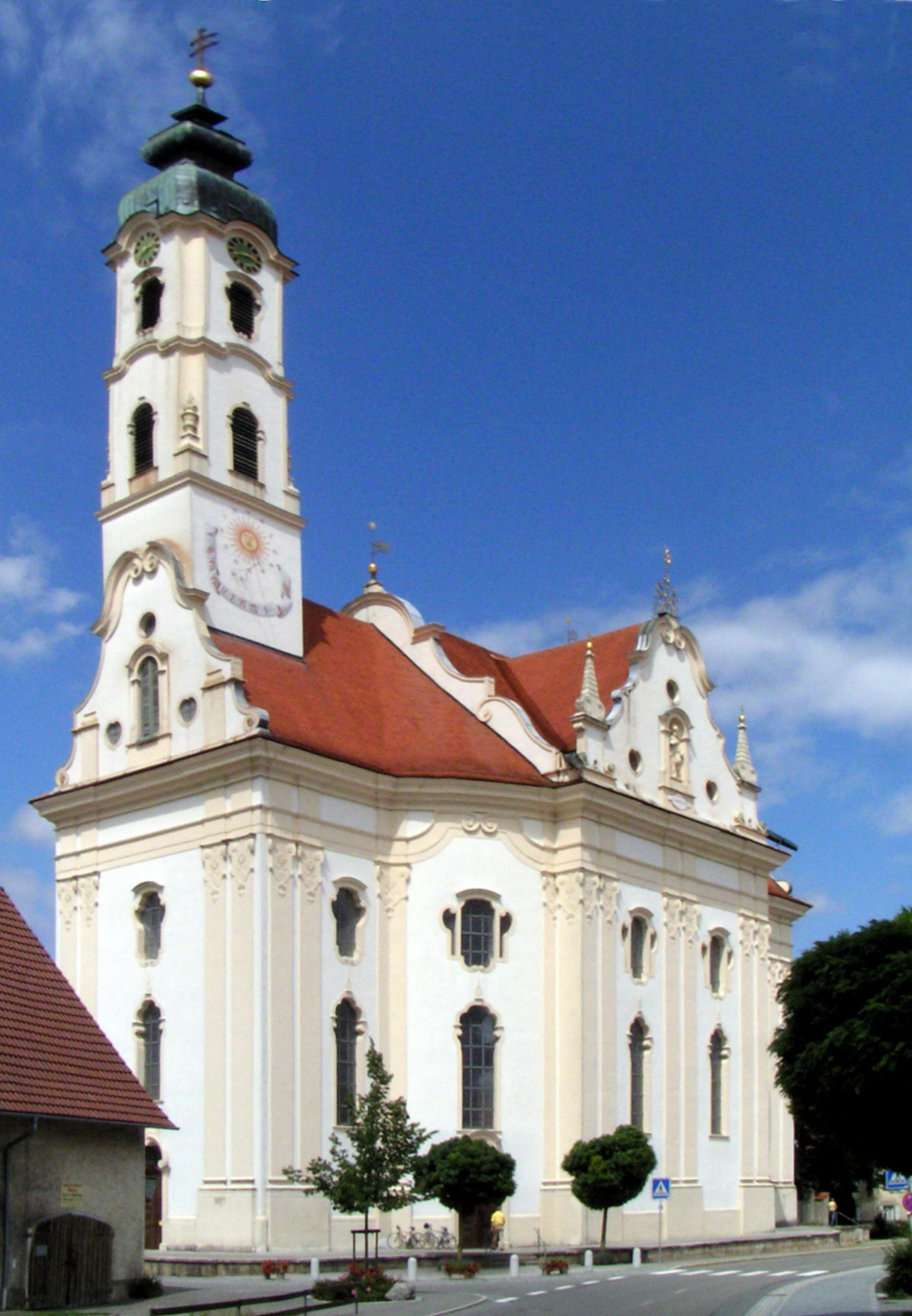
Wallfahrtskirche Steinhausen

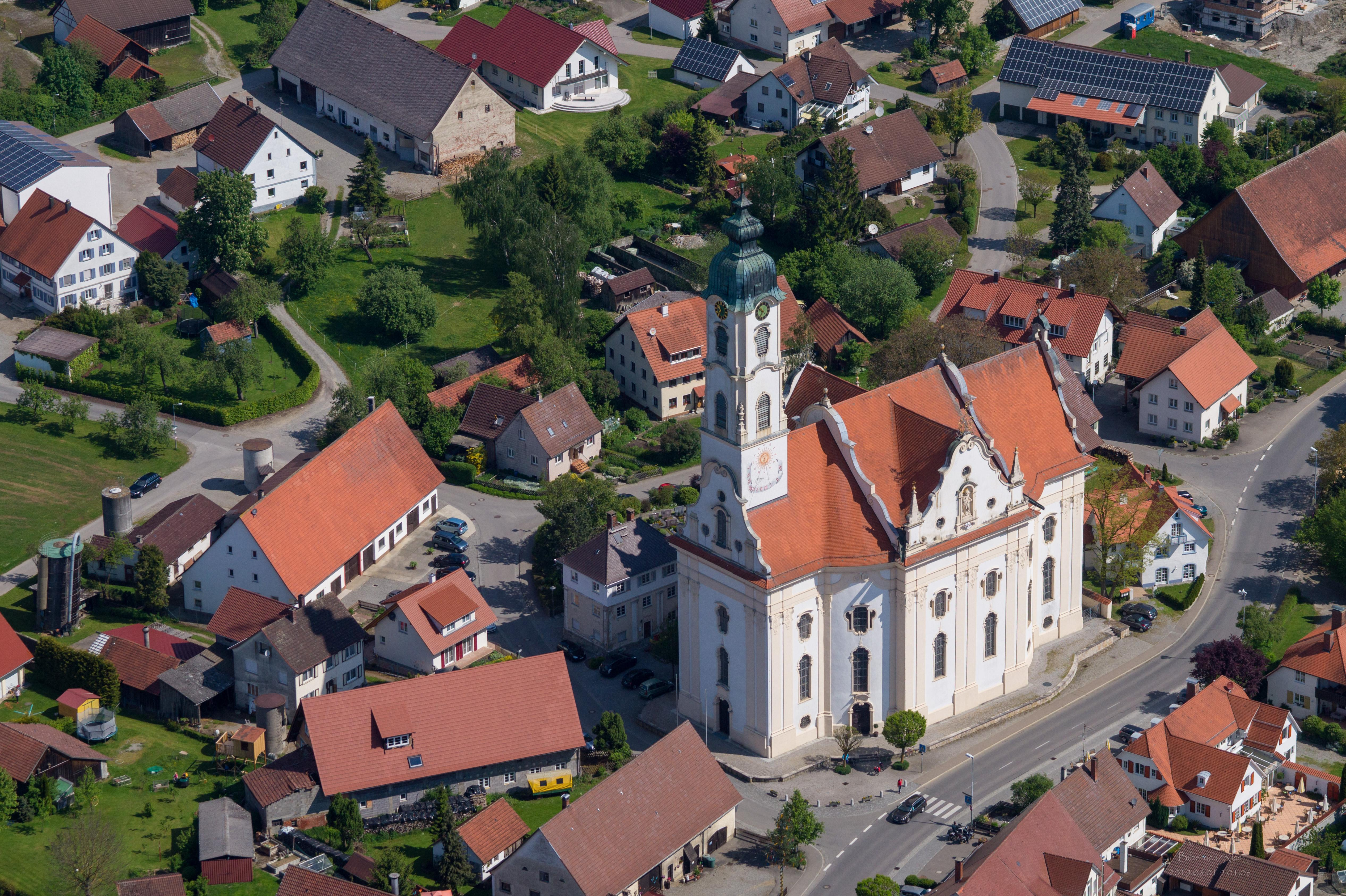
Luftbild der Wallfahrtskirche

Die Wallfahrtskirche Unserer Lieben Frau und Pfarrkirche St. Peter und Paul in Steinhausen, einem Ortsteil von Bad Schussenried (Oberschwaben), ist eine Barockkirche, die von 1728 bis 1733  während der Amtszeit des Abtes Didacus Ströbele für die Reichsabtei Schussenried errichtet wurde. Geplant, erbaut und stuckiert von Dominikus Zimmermann, durch dessen älteren Bruder Johann Baptist Zimmermann mit kunsthistorisch bedeutenden Deckenfresken ausgestattet, gilt sie als Hauptwerk der Wessobrunner Schule wie auch als eines der Meisterwerke des frühen Rokoko. Die Wallfahrtskirche ist sowohl eine Hauptsehenswürdigkeit der Oberschwäbischen Barockstraße als auch des Oberschwäbischen Jakobswegs (der Jünger Jakobus findet sich als Deckengemälde im Gotteshaus). Die Kirche ist seit 1865 auch Pfarrkirche und wird oft als „schönste Dorfkirche der Welt“ bezeichnet.

## Geschichte

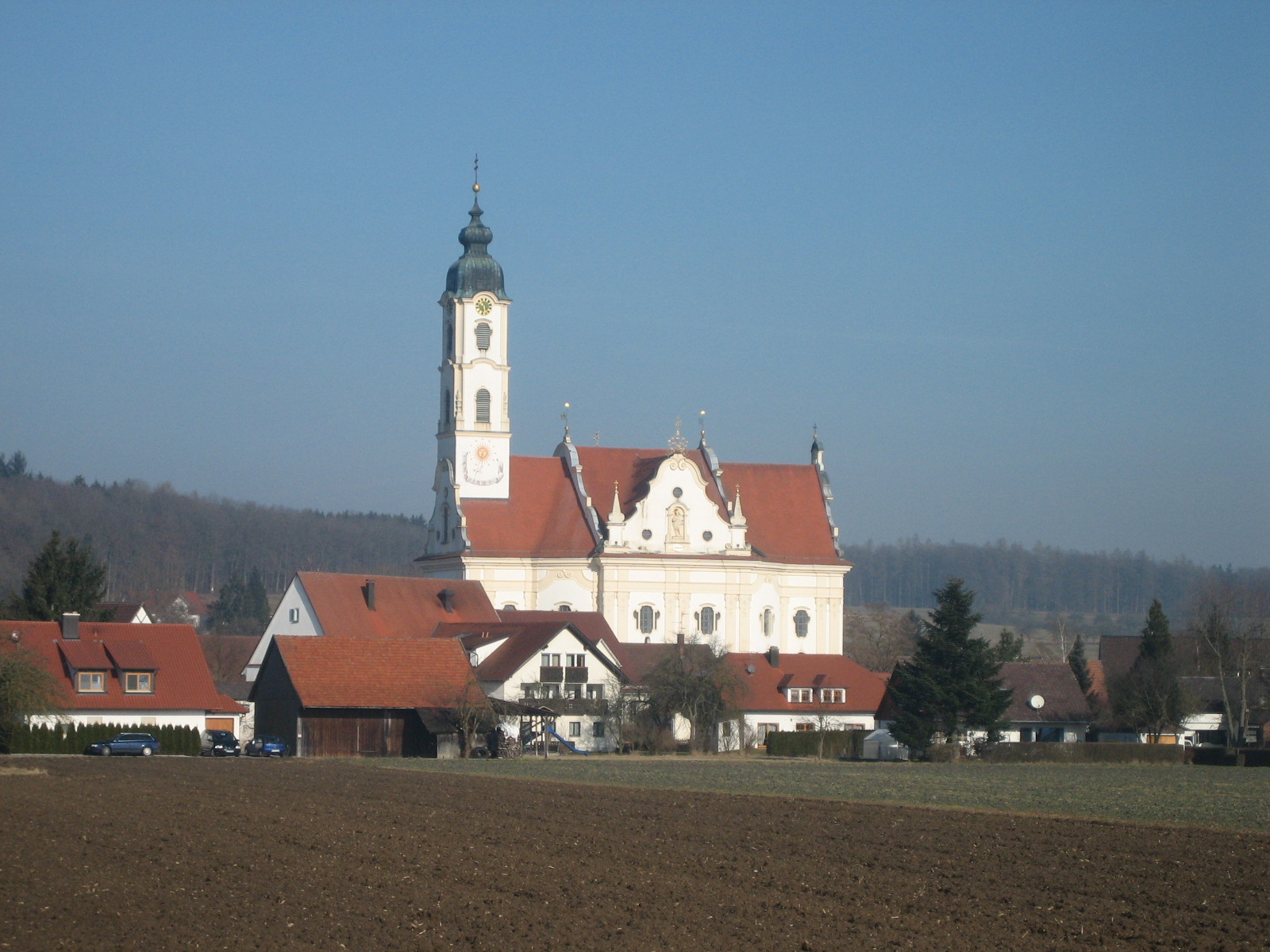
Blick auf Steinhausen

Der Ort Steinhausen, als „Stainhusen“ erstmals 1239 erwähnt, besaß spätestens um das Jahr 1275 eine kleine Marienkirche. Sie diente dem Ortsadel als Grabstätte und der Pfarrei als Pfarrkirche. 1363 kauften die Prämonstratenser der Propstei Schussenried die Kirchensätze, Widumhöfe und Zehntrechte von Steinhausen. Die Marienwallfahrten nach Steinhausen begannen im 15. Jahrhundert. Um 1415 wurde das Gnadenbild aufgestellt, das heute noch im Zentrum der Verehrung steht, und vermutlich auch die Kirche im Stil der Gotik umgestaltet. Um 1615 wurde die kleine Marienkirche umgebaut und 1652 nach den Zerstörungen des Dreißigjährigen Krieges erneut renoviert. Abt Tiberius Mangold ließ die Kirche im Stil des Barock ausstatten und einen Marienaltar vor dem Gnadenbild aufstellen.
Im Jahr 1726 fasste der Schussenrieder Abt Didacus Ströbele den Entschluss zum Neubau der Kirche. Grund dafür war nicht zuletzt der wachsende Strom der Pilger, für den die kleine Marienkirche nicht ausreichte. Die wohlhabende Reichsabtei genehmigte 9.000 Gulden für den Bau. Als Baumeister wurde Dominikus Zimmermann gewonnen, der sich mit Klosterbauten bereits einen Namen gemacht und gerade vom Dominikanerinnenkloster Sießen den Auftrag zum Neubau der Konventskirche erhalten hatte. Am 30. März 1727 legte Zimmermann erste Entwürfe vor. Am 7. März 1728 wurde das Gnadenbild feierlich in das Kloster übertragen; eine Woche später begannen die Abbrucharbeiten. Am 8. August 1728 wurde der Grundstein auf den Fundamenten der alten Kirche gelegt. Das Material für den Bau kam aus dem Steinbruch des Klosters Sießen. 1729 war der Rohbau vollendet; im darauffolgenden Frühjahr begann Dominikus Zimmermann mit der Stuckierung des Innenraums.
Der erste Gottesdienst in der neuen Kirche hatte bereits stattgefunden, als Johann Baptist Zimmermann, der ältere Bruder des Baumeisters, mit seinen beiden Söhnen im Sommer 1731 begann, die Fresken der Kirchendecke zu malen. Bereits am 24. November 1731 wurde die Kirche von Abt Ströbele benediziert, während Ausstattung und Stuck noch unvollendet waren. Die feierliche Kirchweihe vollzog am 5. Mai 1733 der Konstanzer Weihbischof Franz Johann Anton von Syrgenstein. Abt Ströbele hatte inzwischen wegen Konflikten mit dem Orden abgedankt; man hatte ihm Charakterschwäche und Nachlässigkeit vorgeworfen. Im Jahre 1733 war Ströbele nach einer überraschenden Visitation des Generalvikars der Prämonstratenser, Abt Hermann Vogler, von der damaligen Reichsabtei Mönchsrot abgesetzt und in das Kloster Allerheiligen im Schwarzwald verbannt worden, wo er zwei Jahre lang blieb. Von hier aus verbrachte man Ströbele im Jahr 1735 in die Prämonstratenserabtei Wadgassen an der Saar, wo er, versorgt mit einer jährlichen Pension des Klosters Schussenried von 500 Gulden, dreizehn Jahre lang lebte und im Jahr 1748 starb.
Am 29. September 1735 wurde das Gnadenbild aus dem Kloster Schussenried wieder nach Steinhausen übertragen. An der Prozession sollen 20.000 Gläubige beteiligt gewesen sein.
Die vorübergehende Verlagerung des Marienbildes tat der Wallfahrt nach Steinhausen keinen Abbruch. Die Zahl der Pilger nahm von Jahr zu Jahr zu, wenn auch die meisten aus der Region kamen. Erst im Zuge der Aufklärung und zunehmenden Bekämpfung der organisierten Religion schwanden gegen Ende des 18. Jahrhunderts die Pilgerscharen. 1803 wurde das Kloster Schussenried geschlossen. Zwei Jahre später ersetzten Weltpriester die letzten Chorherren. 1865 wurde die Wallfahrtskirche in eine Pfarrkirche umgewandelt.
Im Gegensatz zu anderen Wallfahrtskirchen wurde Steinhausen jedoch nie über längere Zeit geschlossen und fand auch Freunde in den höchsten Kreisen. König Wilhelm I. von Württemberg ließ 1844 die Kirche renovieren und 1851/1852 eine neue Orgel einbauen. 1920 wurde die Turmkuppel erneuert und 1931 der Dachstuhl gesichert. Von 1940 bis 1942 wurde der Innenraum renoviert. Weitere Sanierungsmaßnahmen, vor allem an den Deckengemälden, folgten von 1967 bis 1974.
Das Patroziniumsfest wird am Schmerzensfreitag (auch „Maria unter dem Kreuz“; der Freitag vor Palmsonntag) begangen. Die Pfarrkirche ist dem Bistum Rottenburg-Stuttgart zugeordnet und gehört zur Seelsorgeeinheit Ingoldingen-Winterstettenstadt-Winterstettendorf. Die Kirche liegt am Jakobsweg und ist nach wie vor eine Pilgerstation. Zudem ist sie ein sehr beliebter Ort für Hochzeiten.

## Architektur

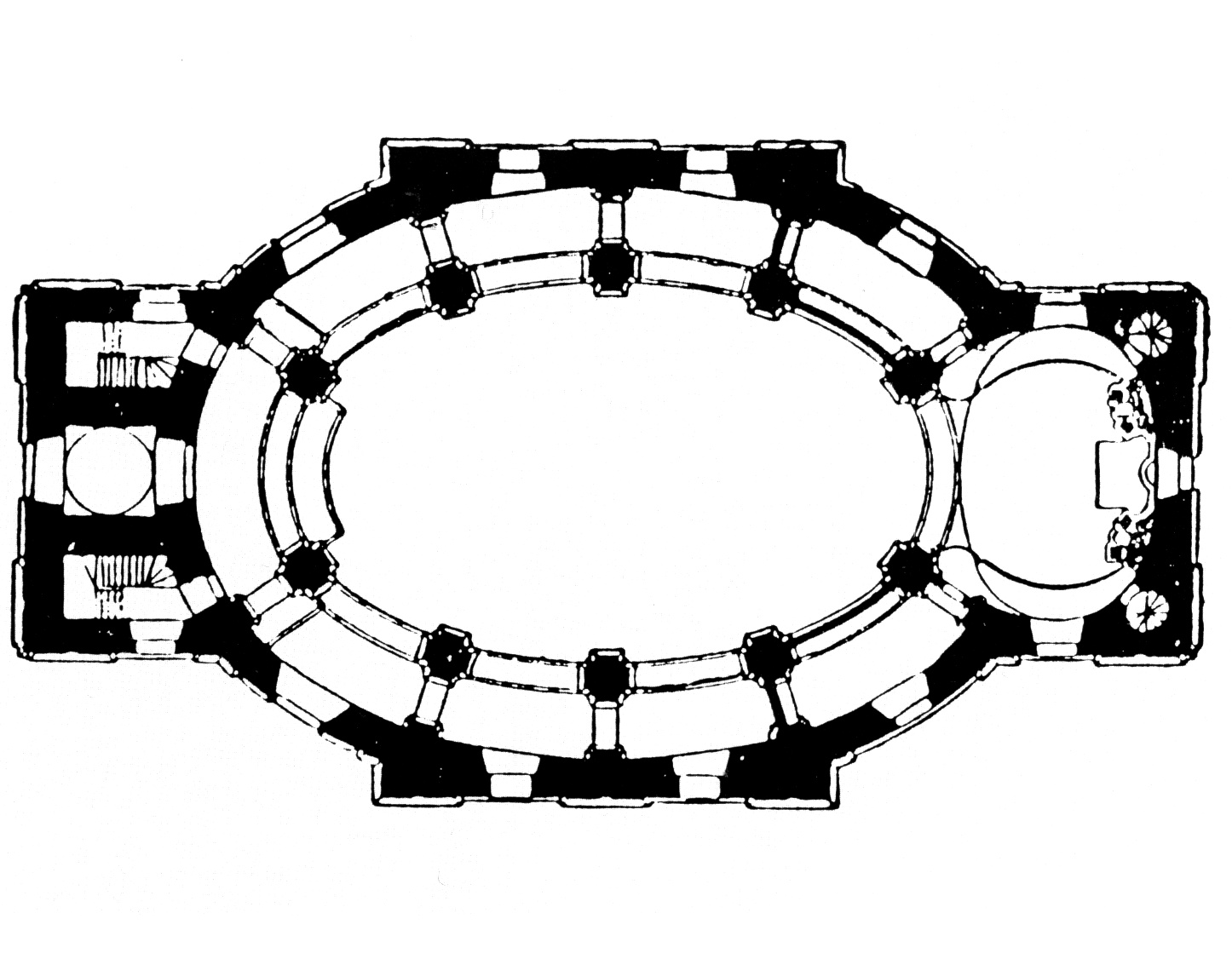
Grundriss

Die äußere Form der Wallfahrtskirche ist eindeutig weder einem Zentralbau noch einer kreuzförmigen Kirchenanlage zuzuordnen. Vier barocke Giebel mit Voluten betonen einerseits die fast vollkommene Symmetrie des Baus, andererseits markieren zwei Scheingiebel das vermeintliche Querhaus. Konvex geschwungene Wandelemente vermitteln zwischen Quer- und Längsachse und lassen das Oval des Innenraums erahnen. Über dem Westportal thront als richtungsgebendes Element ein Glockenturm mit Zwiebelhaube, der in drei Geschosse untergliedert ist. Die geschwungenen Formen der doppelten Fensterreihen sowie Pilaster, die die Außenwand gliedern und zu einer rhythmischen Einheit verbinden, lassen die aufwändige Zier des Innenraums erahnen.

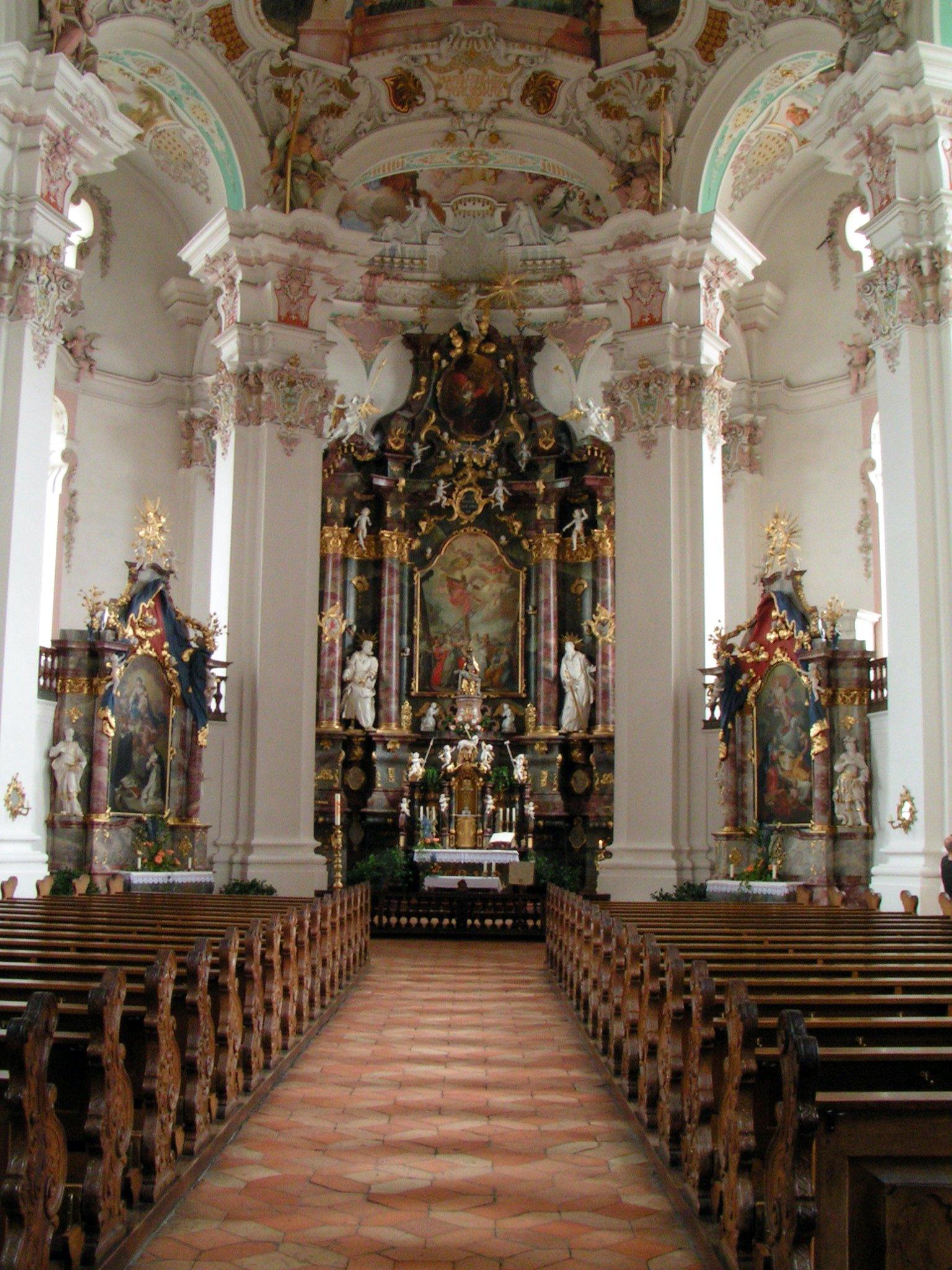
Blick zum Hochaltar

Dominikus Zimmermann schuf mit der Steinhauser Wallfahrtskirche eine einmalige Verschmelzung der ovalen Form des Sakralraums, die im römischen Barock durch Bernini und Borromini populär geworden war, mit dem Vorarlberger Münsterschema, welches ein durch zwei Reihen von Pfeilern gegliedertes Kirchenschiff vorsah. Zimmermann kam zu einer einfachen wie wirkungsvollen Lösung: Dem ovalen Kirchenraum ist ein ebenso ovaler Ring aus zehn quadratischen Pfeilern einbeschrieben. Sie tragen die flache Kuppel des Innenraums und spannen so eine Art Leinwand auf, auf der sich die Fresken wie ein zweiter Himmel entfalten können. Andererseits entsteht so zwischen dem Ring auf Pfeilern und der Außenwand ein Umgang, der, ohne echte Seitenschiffe zu bilden, dem Innenraum eine effektvolle doppelte Wandschale verleiht. In den Zwischenräumen der Pfeiler befinden sich an der Außenwand zwei Reihen von je vier reich dekorierten Fenstern, die den Innenraum von allen Seiten gleichmäßig beleuchten und das Pfeileroval besonders plastisch zur Geltung bringen.

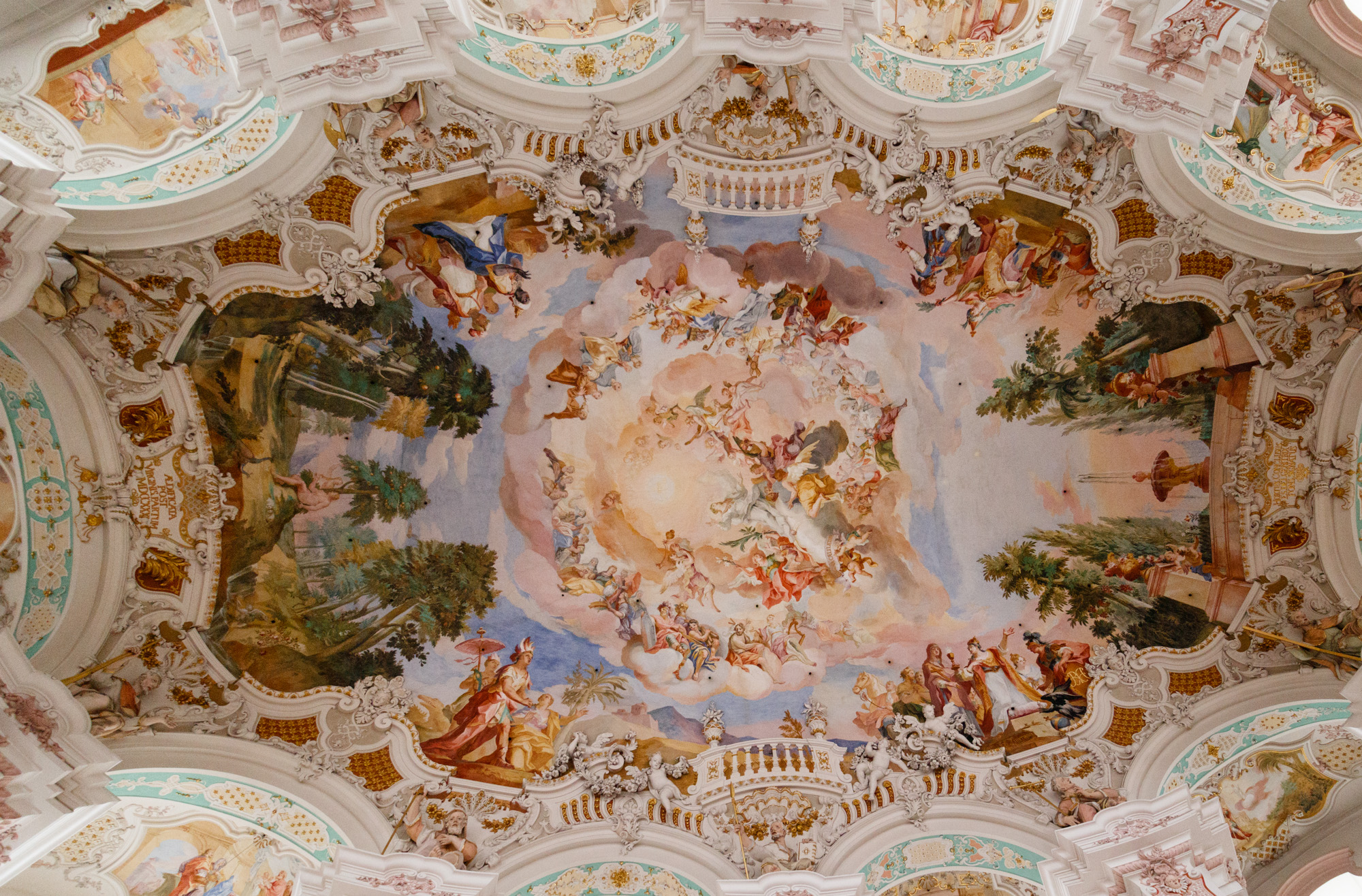
Deckenfresko

Das quergestellte Oval der Apsis mit dem monumentalen Hochaltar liegt im Osten des Kirchenschiffs als Blickfang und Zentrum der liturgischen Verehrung direkt dem Hauptportal gegenüber. Doch ist dies – mit der Orgelempore über dem Westportal – fast das einzige architektonische Zugeständnis an die West-Ost-Orientierung. Prägend sind vielmehr die mit reichem Stuckzierat und Rocailleformen geschmückten Pfeiler, die schlicht gestaltete weiße Rundbögen sowie ein üppig dekoriertes Wandgesims tragen, das sich bereits zur Kuppel rundet. Der Stuck dieses Gesimses dient gewissermaßen als Brüstung der Theaterbühne, auf der die Figuren des Deckengemäldes agieren.

## Orgel

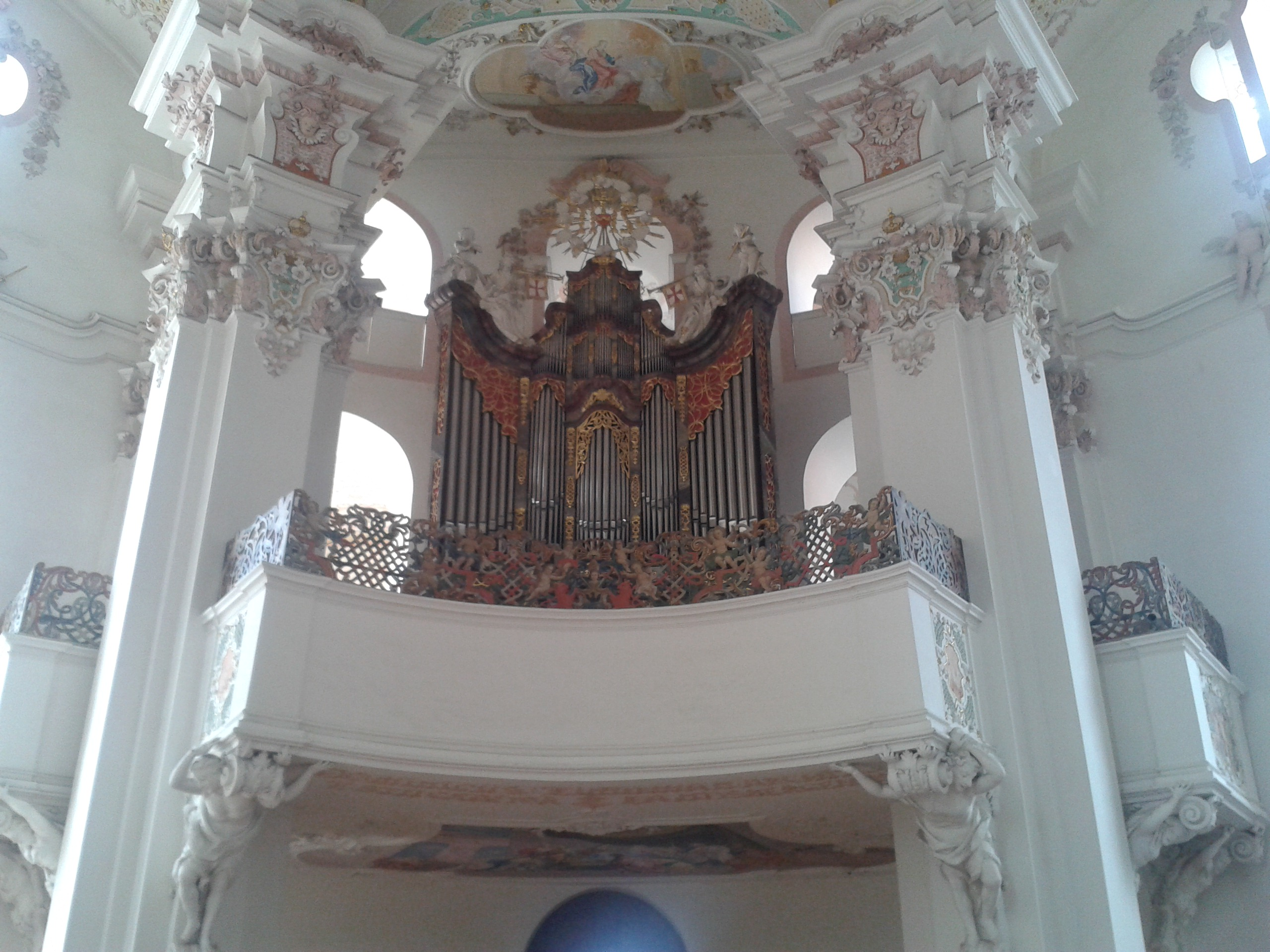
Blick auf die Orgel

Die Orgel der Klosterkirche wurde 1975 von der Orgelbaufirma Reiser erbaut, in einem historischen Gehäuse aus dem Jahre 1730, welches von dem Orgelbauer Schmid (Boos) erbaut worden war. Das ursprüngliche Orgelwerk wurde 1852 durch den Orgelbauer Engelfried ersetzt. Einige Register des heutigen Instruments stammen noch aus dem Jahre 1852. Das Schleifladen-Instrument hat 25 Register auf zwei Manualwerken und Pedal. Die Spiel- und Registertrakturen sind mechanisch.
| I Hauptwerk C–g3 |              |       |
| 1.               | Pommer       | 16'   |
| 2.               | Prinzipal    | 8'    |
| 3.               | Grobgedackt  | 8'    |
| 4.               | Gemshornzart | 8'    |
| 5.               | Oktave       | 4'    |
| 6.               | Querpfeife   | 4'    |
| 7.               | Nasatquinte  | 2 ⁄3' |
| 8.               | Waldflöte    | 2'    |
| 9.               | Mixtur       | 1 ⁄3' |
| 10.              | Trompete     | 8'    |

| II Brustwerk C–g3 |                  |       |
| 11.               | Weidenpfeife     | 8'    |
| 12.               | Lieblich Gedackt | 8'    |
| 13.               | Kleinprinzipal   | 4'    |
| 14.               | Rohrflöte        | 4'    |
| 15.               | Oktave           | 2'    |
| 16.               | Terzzimbel       | 2⁄3'  |
| 18.               | Sifflöte         | 1 ⁄3' |
| 18.               | Dulcian          | 8'    |
|                   | Tremulant        |       |

| Pedalwerk C–f1 |               |     |
| 19.            | Prinzipalbass | 16' |
| 20.            | Subbass       | 16' |
| 21.            | Oktavbass     | 8'  |
| 22.            | Rauschbass    | 4'  |
| 23.            | Quintadena    | 4'  |
| 24.            | Nachthorn     | 2'  |
| 25.            | Posaune       | 16' |

- Koppeln: II/I, I/P, II/P